# Lubieszynek (gmina Nowa Karczma)
Lubieszynek (kaszb. Nowë Lubiészën) – wieś kaszubska w Polsce położona w województwie pomorskim, w powiecie kościerskim, w gminie Nowa Karczma. 
Wieś jest częścią składową sołectwa Nowa Karczma.
W latach 1975–1998 miejscowość administracyjnie należała do województwa gdańskiego.